# Гаплогруппа I4 (мтДНК)
Гаплогруппа I4 — гаплогруппа митохондриальной ДНК человека.

## Описание
Эта гаплогруппа широко распространена в Европе (субклад I4a) и на Ближнем Востоке (субклад I4b), её носители отделились от гаплогруппы I около 13,5 тыс. лет назад. Митогаплогруппа I4 представляет заметную долю западно-евразийского генофонда. Она особенно распространена на континентальной Европе, Скандинавии и на Британских островах. С меньшей частотой она обнаруживается в Средиземноморье и на Кавказе .

## Субклады
- I4a
  - I4a1
  - I4a2
  - I4a3
  - I4a4
  - I4a5
  - I4a6
  - I4a7
  - I4a8
- I4b
  - I4b1
  - I4b2
- I4c
  - I4c1
  - I4c2

## Палеогенетика

### Халколит
Майкопская культура
- ESY005 | BZNK 1073/7 __ Essentukskiy 1 (grave 9, individual 5?) __ Предгорный район, Ставропольский край, Россия __ 3644-3527 calBCE __ М __ L2 (L595) # I4.[1]

### Бронзовый век
Куро-араксская культура
- A19268 | DZ_Grave 3_5 __ Balitshi-Dzedzvebi III.1 (burial 3, ind. 5) __ Болнисский муниципалитет, Квемо-Картли, Грузия __ 3012-2899 calBCE __ Ж __ I > I4.[2][1]

### Железный век
Урарту
- Неркин Навер (Верин Навер) — Арагацотнская область, Армения — 700–500 BC.[3]

arm48 | MF362728.1 — 131; bur-1; middle layer, ind-1 — I4 > I4c1
arm49 | MF362729.1 — 132; bur-1; middle layer, ind-2 — I4 > I4c1

## Публикации
- Margaryan A; Derenko M; Hovhannisyan H; Malyarchuk B; Heller R; Khachatryan Z; Avetisyan P; Badalyan R; Bobokhyan A; Melikyan V; Sargsyan G; Piliposyan A; Simonyan H; Mkrtchyan R; Denisova G; Yepiskoposyan L; Willerslev E; Allentoft ME. (2017). Eight Millennia of Matrilineal Genetic Continuity in the South Caucasus. Current Biology. 27 (13): 2023-2028.e7. doi:10.1016/j.cub.2017.05.087. PMID 28669760.
- Thomas Stöllner, Irina Gambashidze, Ihab Al-Oumaoui, Tobias Baldus, Rémi Berthon, Anamarija Belošić, Nicole Boenke, Nasreen Broomandkhoshbacht, Jacqueline Bungardt, Lars Fehren-Schmitz, Ayshin Ghalichi, Giorgi Gogochuri, Wolfgang Haak, Moritz Jansen, Eliso Kvavadze, Ingolf Löffler, Giorgi Mindiashvili, Bidzina Murvanidze, Nino Otkhvani, Fabian Schapals, Sebastian Senczek, Ketevan Tamazashvili, Adeline Vautrin. Between Valleys and Mountains. The Dzedzvebi Plateau as an Intermediate Settlement Site of Late Chalcolithic and Early Bronze Age Communities in the Lesser Caucasus (англ.) // Archaeologia Austriaca. — 2023. — No. 107. — P. 65—136.
- Ghalichi A, Reinhold S, Rohrlach AB, et al. (November 2024). The rise and transformation of Bronze Age pastoralists in the Caucasus. Nature. 635 (8040): 917–925. doi:10.1038/s41586-024-08113-5. PMID 39478221.